# Wiyot
El wiyot (també "wishosk") és una llengua morta, de tipus àlgic. Va ser emprada pels wiyots, que van habitar la Badia de Humboldt, Califòrnia. L'última parlant nativa, Della Prince, va morir en 1962. Des de llavors, alguns descendents wiyots han intentat reviure l'idioma.
La paraula "wiyot" etimològicament deriva de "Wiyat", el nom aborigen del delta del riu Eel.
La connexió del wiyot i el yurok de Califòrnia amb les llengües algonquines va ser proposada per primera vegada per Sapir (1913), que fou molt controvertida en el seu temps. No obstant això, aquesta relació va ser demostrada posteriorment.

## Comparació lèxica
Comparació dels numerals i altre lèxic comú
| GLOSSA            | Wiyot        | Yurok   | PROTO- C-ALGON. |
| ----------------- | ------------ | ------- | --------------- |
| '1'               | kúʔc-ad      | koht    | *kot            |
| '2'               | ṛít-ad       | niʔiy   | *niˑš           |
| '3'               | ṛíkh-ad      | nahksey | *neʔθ           |
| '4'               | ṛiyóhw-ad    | čoʔoney |                 |
| '5'               | wehsoghál-ad | meruh   |                 |
| 'braç'            | šoˑn-        | -sen    | *-θen-          |
| 'os'              | watkaṛ       | wəɬkəˑʔ | *waθkan-        |
| 'el meu ull'      | ṛaliˑṛ       | neylin  | *neškiˑn        |
| 'la seva cama'    | wačkoč       | wacka   | *wexkaˑc        |
| 'el seu fetge'    | watwaṛ       | weɬkun  | *weθkwan        |
| 'la seva boca'    | walul        | weluɬ   | *wetoˑn         |
| 'la seva llengua' | wiˑt         | weypɬ   | *wiˑθan         |
| 'el seu dent'     | wapt         | warpeɬ  | *wiˑpit         |
| 'la seva cua'     | wadiˑʔl      | wəɬəy   | *waθany-        |
| 'greix'           | puʔm         | pemey   | *pemi           |
| 'arbre'           | -oˑtiʔ       | tepoˑ   | *-aˑhtekw-      |
| 'beure'           | meno         | ___     | *mene           |
| 'robar'           | komar        | kemol-  | *kemot          |
| 'llarg'           | ɬoʔw         | know    | *kenw-          |

En la taula anterior s'han emprat alguns signes usats pels americanistes entre ells:
- /c, č/ = AFI /ʦ, ʧ/
- /š, ž/ = AFI /ʃ, ʒ/